# Тимофеев, Ньургун Семёнович
Тимофеев Ньургун Семёнович (7 февраля 1963 года, г. Якутск, СССР — 13 декабря 2017 года, г. Якутск, РФ) — российский политический деятель, народный депутат Государственного собрания (Ил Тумэн) Республики Саха (Якутия) III-го, IV-го созывов,  председатель Государственного Собрания Республики Саха III-го созыва (19 мая 2005 года — 2 марта 2008 года) .

## Биография
Вырос в селе Первый Хомустах. Родители — учителя. Обучение в Якутском государственном университете завершил в 1985 году. Поступил в аспирантуру Томского политехнического института, которую окончил в 1989 году. В том же году начал работать в томском Институте физики прочности и материаловедения Сибирского отделения Академии наук СССР младшим научным сотрудником.
В 1991 году назначен техническим директором техническим компании «Туймаада Даймонд». В 1992 году стал генеральным директором АК «Саха Даймонд». В 1993 году под его руководством было создано Якутское предприятие по торговле алмазами (ЯПТА) акционерной компании «Алроса», которое он возглавлял в качестве директора до 1996 года. После чего занял пост заместителя гендиректора сбытовой компании «Алросы» в Москве. В 2000 году завершил обучение в  Академия народного хозяйства при Правительстве РФ.

### Политическая карьера
19 мая 2005  года он был избран депутатами Государственного Собрания Якутии на пост председателя, сменив на этой должности отправленного в отставку прежнего спикера Николая Соломова.  В ходе тайного голосования за нового председателя госсобрания Якутии проголосовал 51 депутат, один — воздержался, шестеро — выступили против.
С 14 июля 2012 года по 30 января 2017 года работал на должности советника Президента Республики Саха (Якутия).

### Награды и почётные звания
- Заслуженный работник народного хозяйства Республики Саха (Якутия)
- Почётный гражданин Намского улуса
- Почётный гражданин Оленёкского улуса
- Лауреат Главной Всероссийской Общественной Премии «Российский Национальный Олимп» с присуждением Почетного титула «Спикер Года 2006–2007».
- Награжден юбилейным знаком «380 лет Якутия с Россией»[10].

### Память
- 17 января 2018 года именем Ньургуна Тимофеева был назван алмаз добытый из трубки «Юбилейная» весом 91,76 карат[11]
- 13 марта 2020 года Республиканской спортшколе Олимпийского резерва в с. Намцы было присвоено имя Ньургуна Тимофеева[12][13]
- 9 февраля 2021 года в Якутске на фасаде дома 8 на улице Аммосова была открыта мемориальная доска Ньургуну Тимофееву[14]